# Balzerova kaple
Balzerova kaple (německy Balzers Kapelle), také kaple Bolestné Matky Boží, stojí na malém návrší v dolních Mikulášovicích v bezprostřední blízkosti železniční trati Rumburk – Panský – Mikulášovice. Z původní stavby postavené roku 1724 se zachovaly jen zbytky obvodového zdiva. K její obnově došlo v roce 2012. Je v majetku města a není památkově chráněna.

## Historie
Nevelkou kapli zasvěcenou Bolestné Matce Boží nechal postavit roku 1724 domkář a forman Johann Ließner, člen místního náboženského Bratrstva Bolestné Matky Boží pod černým škapulířem. Pozemek pod kaplí patřil jeho bratrovi Balzeru (Balthasaru) Ließnerovi, podle kterého byla také pojmenována. Stavitelem kaple se pravděpodobně stal lipovský hraběcí stavitel Zacharias Hoffmann (1678–1754). Je jednou z nejstarších staveb v Mikulášovicích. Majitelé statku byli povinni kapli na věčné časy udržovat z uloženého kapitálu 10 rýnských zlatých. Roku 1728 složil Johann Ließner dalších 20 rýnských zlatých, z jejichž výnosu byly hrazeny náklady na prodloužení procesí až ke kapli. To se konalo jednou ročně během křížových dnů a mělo za úkol vyprosit pro dolní Mikulášovice dobrou úrodu a příznivé počasí.
Kaple byla v původní podobě udržována až do druhé světové války. Voglovi, poslední majitelé hospodářství, byli po válce vysídleni a statek byl brzy demolován. O kapli se nikdo nestaral, ta proto pustla a přišla o vnitřní vybavení. Postupným chátráním a přičiněním lidského faktoru stavba téměř zanikla; na počátku 21. století z ní zůstala jen hromádka suti a malá část obvodového zdiva.
Záchrana kaple přišla roku 2012. Za podpory Občanského sdružení Drobné památky severních Čech, Nadace Via a města Mikulášovice prošla Balzerova kaple kompletní rekonstrukcí za použití dochovaných architektonických detailů. Projekt obnovy kaple stál 75 000,- Kč. Opětovné žehnání kaple provedl 10. listopadu 2012 mikulášovický administrátor R. D. Jacek Kotisz. Stavba je ve vlastnictví města Mikulášovice a není památkově chráněná. Je využívána pouze příležitostně, zejména během novény k Duchu svatému.

## Popis
Balzerova kaple je nevelká výklenková kaple přibližně čtvercového půdorysu. Nemá žádná okna (původně měla malé okénko na východní straně), zdivo je převážně kamenné, omítnuté. Střecha je krytá pálenými taškami, původní krytinou byla břidlice. V průčelí kaple je výrazný trojúhelníkový štít. Interiér kaple tvoří, krom malého kamenného oltáře, obraz Panny Marie a dřevěný kříž s mosazným Kristem, které věnovali majitelé blízké restaurace U Baby Jagy. Po obou stranách kaple stojí vzrostlé lípy malolisté. Přístup zajišťují jednoduché kamenné schody, které vedou k téměř zaniklé původní přístupové cestě.

## Galerie

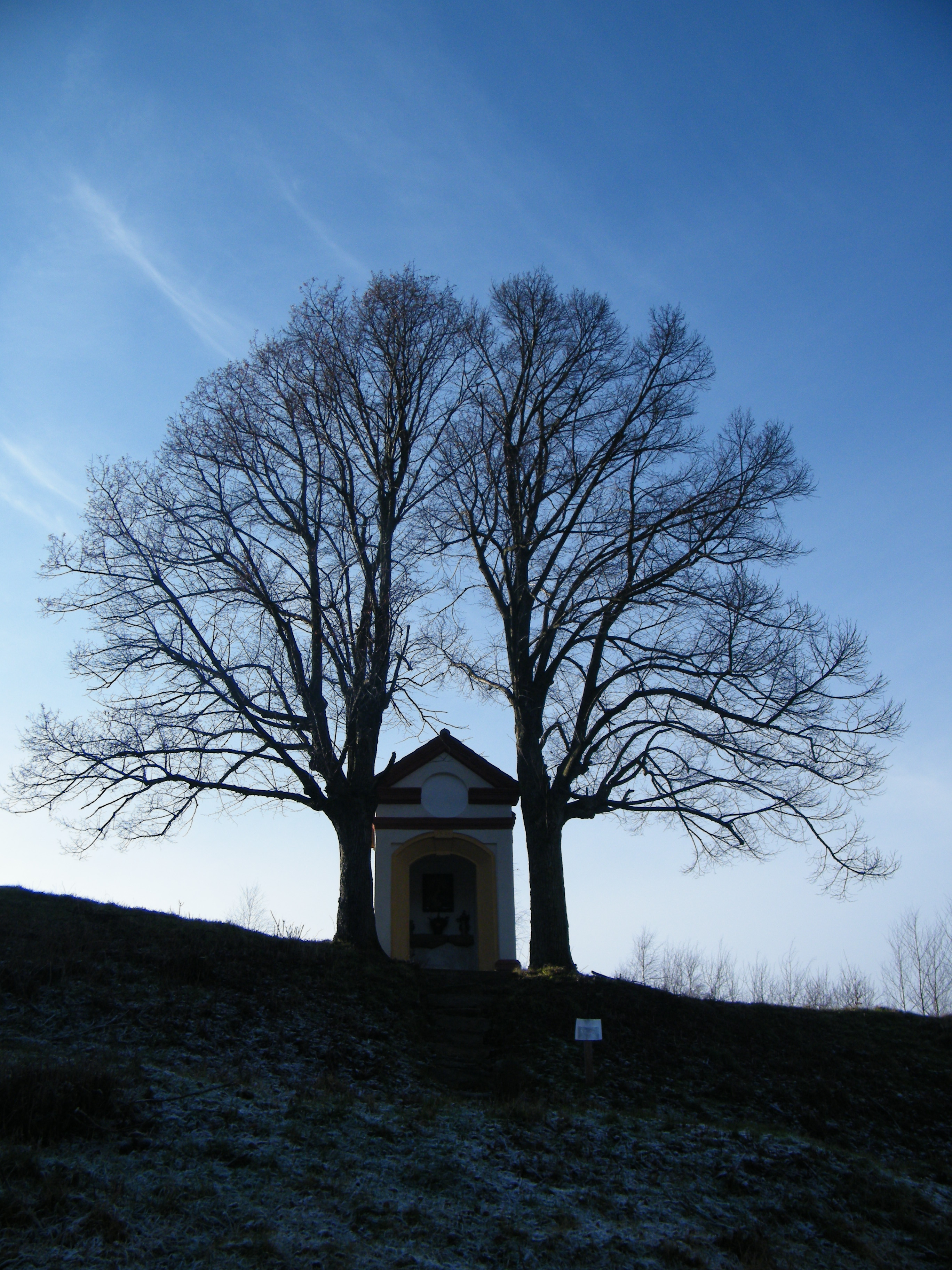
Kaple po rekonstrukci (2013)
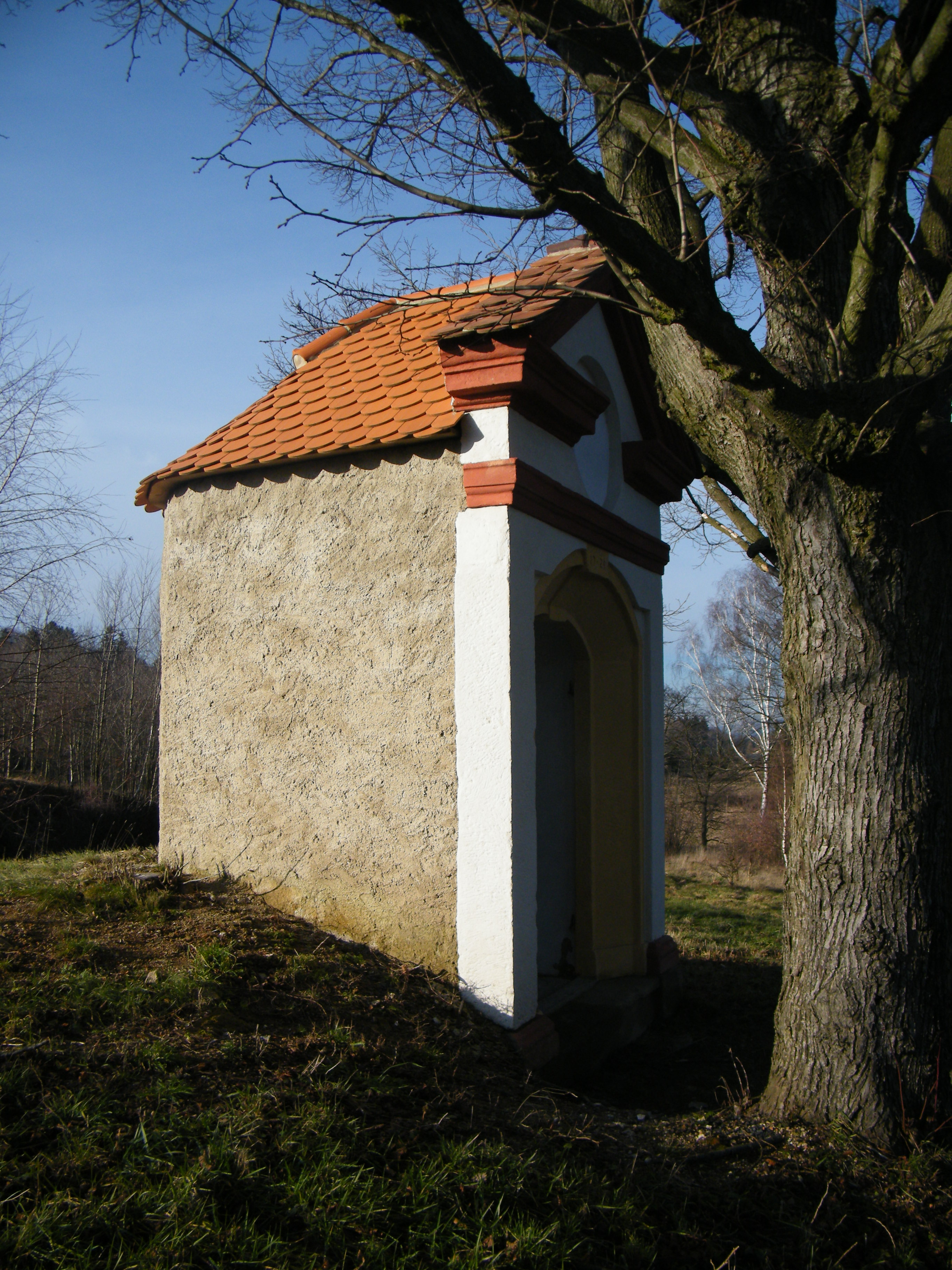
Kaple po rekonstrukci (2013)
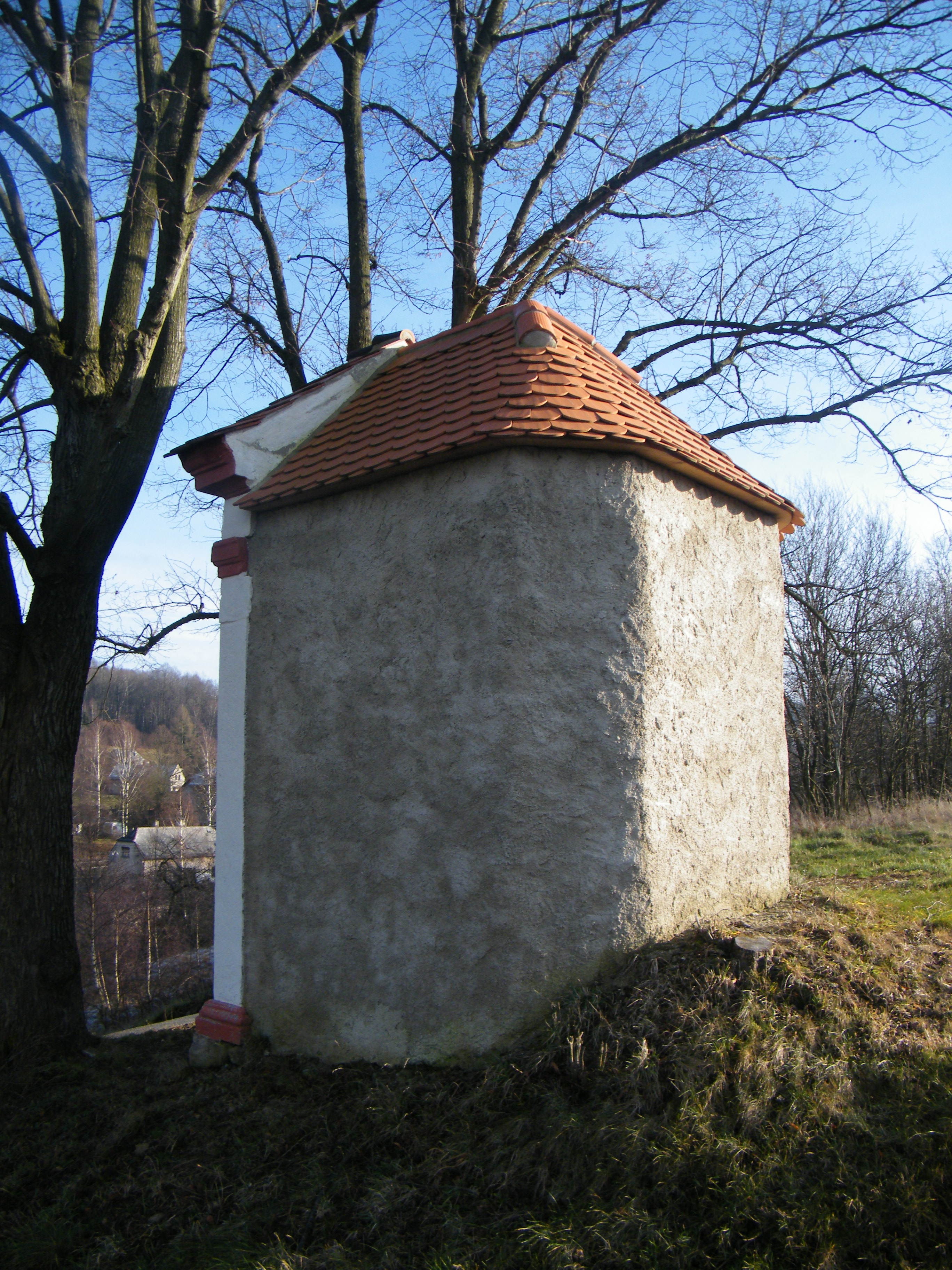
Kaple po rekonstrukci (2013)
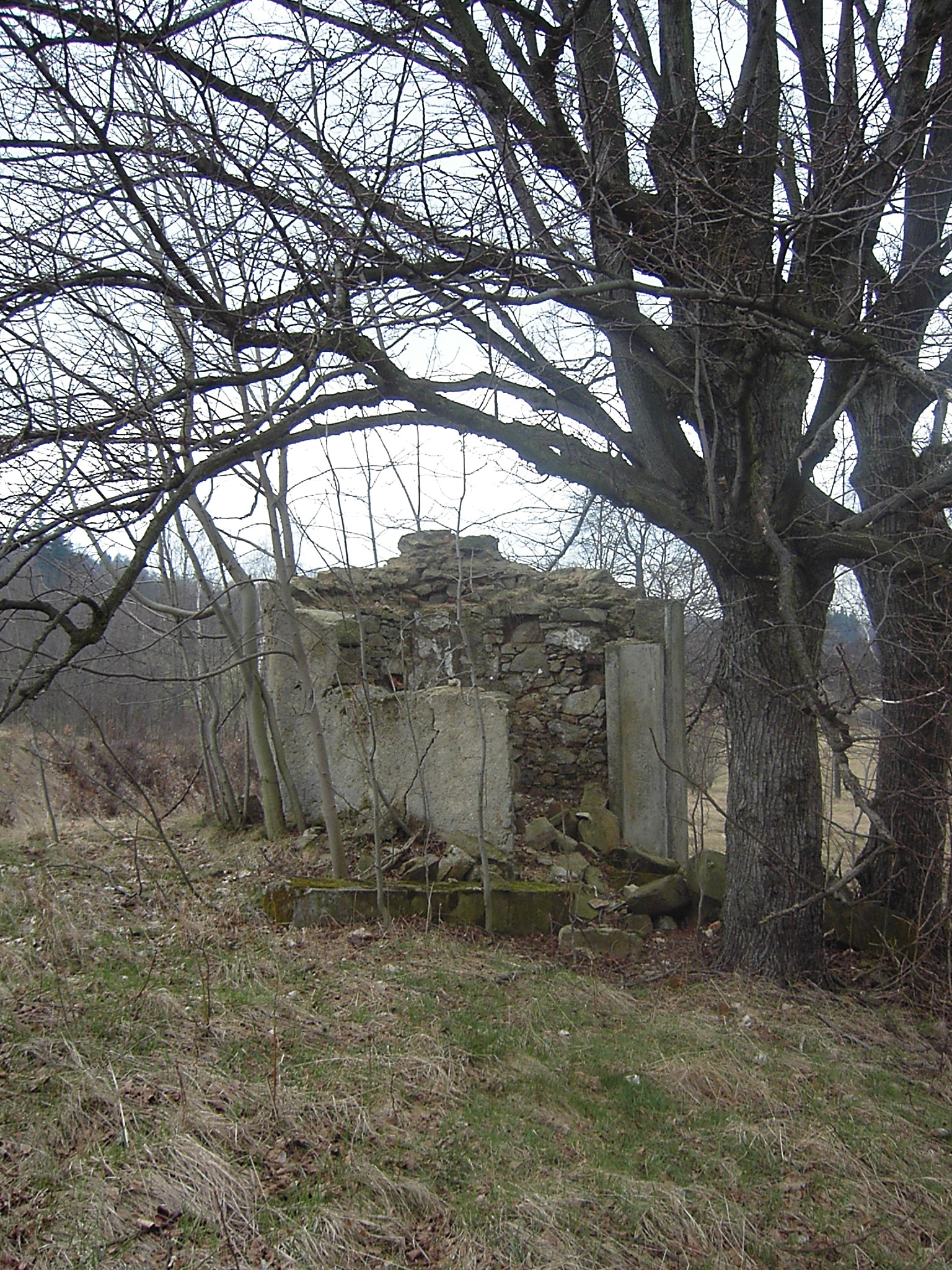
Kaple před rekonstrukcí (2008)
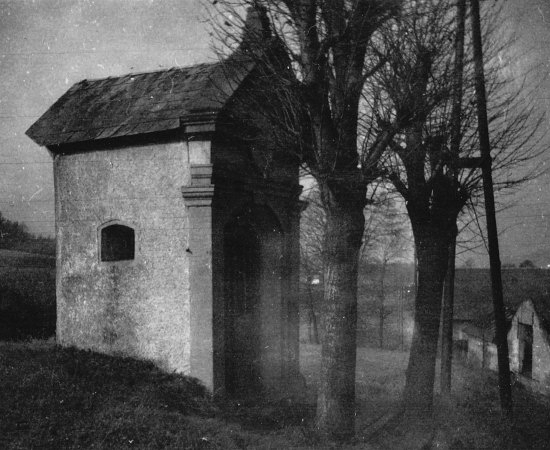
Původní podoba kaple (počátek 20. století)